# 最終幻想IV 完全收藏輯
《最終幻想IV 完全收藏輯》是一部电子游戏合辑，其收录了强化移植的电子角色扮演游戏《最终幻想IV》、《最终幻想IV The After -月之归还-》， 以及设定于两部游戏之间的新剧本《最终幻想IV 间奏》。合辑由史克威尔艾尼克斯于2011年3月24日日在日本发行，2011年4月19日在北美发行，2011年4月21日在欧洲发行，2011年4月28日在澳大利亚发行。其还以下载形式发行。

## 游戏玩法
合辑由时田贵司监督。其使用了16:9的高分辨率画面，和任天堂DS重制版《最终幻想IV》相同的CG开场动画，《月之归还》的新CG开场，新编曲的原声，以及可查看CG动画和天野喜孝原画的画廊模式。
遊戲在日本還發行了名為“超級包”的收藏包，其中收錄遊戲指南，名為《最終幻想IV Complete Arts》的插畫書，以及收錄17首曲目的CD《最終幻想IV The After -月之歸還- 附加音頻》，其中最後五首曲目是由日本史克威爾艾尼克斯社區網站會員票選的。

## 情节
合輯完整收錄了《最終幻想IV》和《最終幻想IV The After -月之歸還-》，此外還收錄了設定於原作約一年後的新遊戲《最終幻想IV 間奏》。
在《間奏》中，玩家控制塞西尔。在故事的开始，塞西尔梦到水晶之间，他看见莉迪亚并听到“终于，我有了新样子”的声音。正在那个声音说道他的名字时，罗莎将他叫醒了。塞西尔和罗莎动身乘坐一艘红翼飞船前去达姆西安。而与此同时，离开幻兽洞窟的莉迪亚正在和幻兽王后阿修罗对话，幻兽女王再问她要去哪，莉迪亚回答他要去庆祝达姆西安的重建，阿修罗让她离开了。
在庆会上，一个卫兵进来告诉杨，霍布斯山的一些武僧受到袭击。听完之后杨决定离开，塞西尔和罗莎决定一同前去。当一行人来到霍布斯山顶时，他们看到两个受伤的武僧，罗莎发动了治疗。很快他们就炸弹之父攻击。在击败炸弹之父之后他们前去法布尔，杨的太太希拉正在生下乌苏拉。杨请塞斯尔担当乌苏拉的教父，塞西尔欣然接受。
塞西尔和罗莎正要离开时，他们遇到了希德、卢卡、帕罗姆和波罗姆，他们告诉塞西尔封印洞窟中出现了一大群怪物。准备动身的塞西尔请杨和家人呆在一起。希德发现罗莎看起来很苍白，塞西尔便请杨在其不在时照看罗莎。当他们进入封印洞窟后，便注意到通天塔闪着光。艾伯伦的艾吉也注意到此，并动身从地下通道中进入塔中。当塞西尔等人到达水晶之间时，受到了恶魔之墙的攻击，一行人艰难的击败了他。一行在水晶之间遇到了莉迪亚，然而她不记得自己是谁，但称“他们”在呼叫她。当大家好奇“他们”到底是谁时，队伍决定应该去通天塔调查。
在一行攀塔时，莉迪亚开始恢复召唤而且行为古怪。在他们通过炮塔控制室时，莉迪亚进入了房间，三个卫兵将跟着她的西塞尔一行拦住了。三个守卫合体成了天外救星，而此时到达的艾吉参战并击败了他。在打败守卫后，队伍进入了控制室，但却找不到莉迪亚。他们决定继续在塔中寻找，当她用获得的幻兽攻击他们时，一行只知道她是一个冒牌货。当假莉迪亚召唤巴哈姆特时，真正的莉迪亚出现，并劝阻他不要攻击队伍。虽然他们打败了假莉迪亚，但她逃走并告诉住在真月亮上的“创造者”，幻兽计划已经完成。回到地球，在塞西尔的寝室，罗莎躺在床上，塞西尔问他是否还好。然后显示罗莎怀孕了。每个人都为这个消息高兴，他们告诉塞西尔，他应该开始为孩子想名字。
此时在试炼之山，仍然忏悔在《最终幻想IV》中所犯错误的凯因，听到一个呼叫他的声音。

## 评价
合辑主要获得正面评价。《Fami通》的四人评论组为游戏打了30/40分。IGN为游戏打了9/10分，称如果“你是没有玩过《最终幻想IV》的RPG爱好者，又没找到彻底打动自己的游戏，我会很惊讶”。1UP.com给游戏打了B-，称原版游戏是一部“杰作”，但称其后续故事“一部暗淡的仿製品”。
GameZone對遊戲印象並不深，給合輯打了4.5/10，並稱作為遊戲包，“這個《完全收藏輯》很難推薦”，作為賣點的《月之歸還》“作為情節沒什麼特別的，高清改進給作為核心的冒險帶來了一些相同的視覺障礙”。